# St. Johannis (Angelhausen)

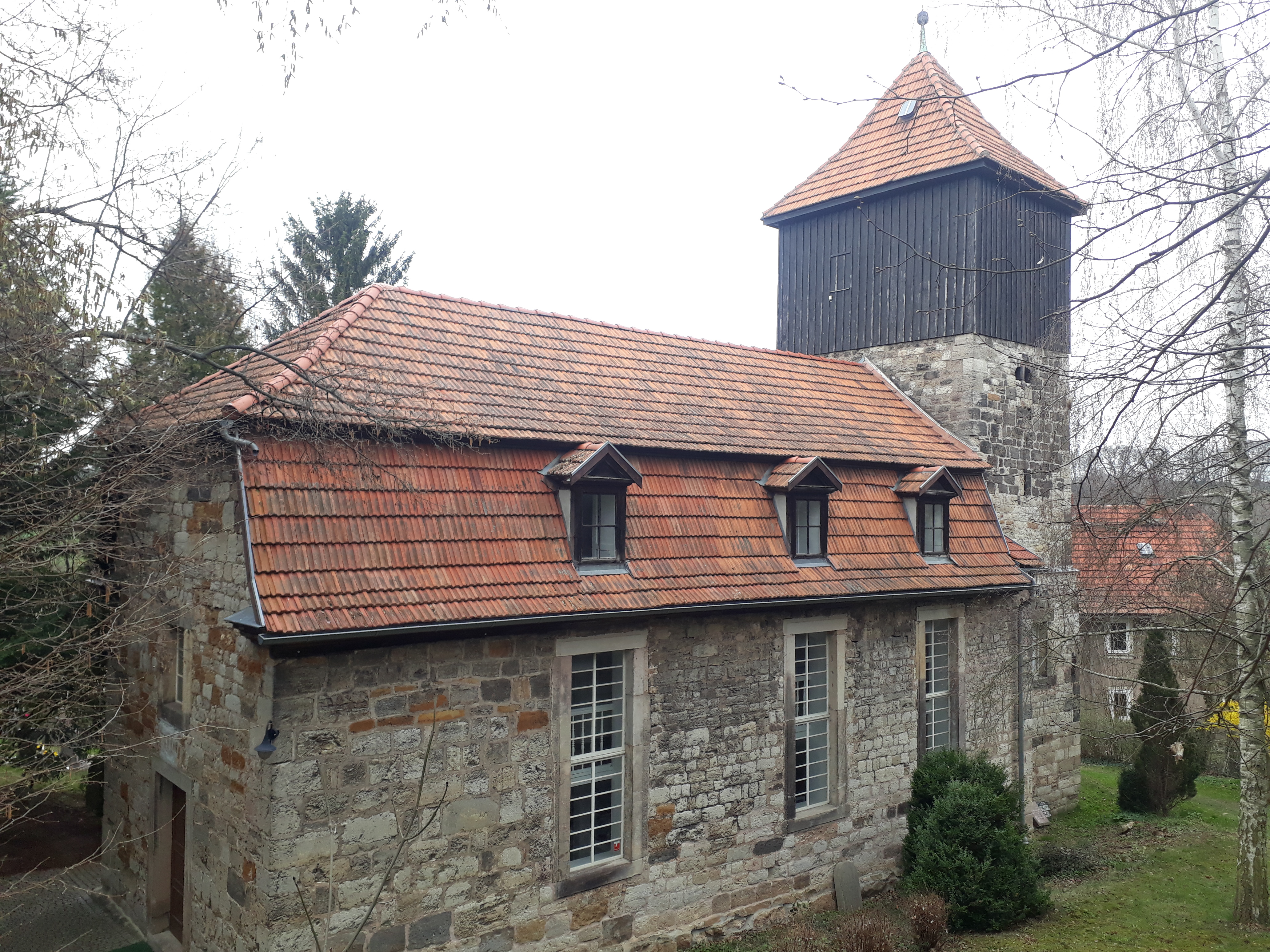
Angelhausen, St. Johannis

Die evangelisch-lutherische Kirche St. Johannis steht Am Vorwerk 1 von Angelhausen, einem Ortsteil der Stadt Arnstadt im Ilm-Kreis in Thüringen.

## Geschichte
Eine Kirche mit Chorturm stammte aus der Zeit um 1200. In der ersten Hälfte des 18. Jahrhunderts erfolgte der Abbruch der Apsis, die Neugestaltung des Chores und der Einbau der Emporen. Von 1857 bis 1860 wurde das Langhaus nach Westen erweitert und mit einem Mansarddach bedeckt. Je drei Rechteckfenster wurden an der südlichen und nördlichen Langhausseite eingefügt sowie das Portal an der Nordwand vermauert. Seit 1994 wurde die Kirche repariert. Dem Ostturm über einen rechteckigen Grundriss wurde nachträglich ein Viereckgeschoss in verbretterter Balkenkonstruktion aufgesetzt und mit einem Pyramidendach bekrönt. Die romanischen Klangarkaden befinden sich an der Nord- und Ostseite, Reste davon auch an der Südseite. Das Erdgeschoss im Turm hat einen flachgedeckten Chorraum, zum Langhaus durch einen Triumphbogen geöffnet. 1936 wurde der östliche Teil des Chores durch eine Holzwand abgeteilt, um ihn für Aussegnungen zu nutzen, ferner diente er als Winterkirche. An der Süd- und Nordseite des Langhauses wurden zweigeschossige Emporen eingebaut, auf der eingeschossigen Westempore befindet sich der Orgelprospekt. Die Orgel mit 14 Registern, verteilt auf 2 Manuale und Pedal wurde 1915 von Adam Eifert Nachfolger gebaut.
Die Ausstattung erfolgte im Wesentlichen nach 1860. Erhalten ist der Flügelaltar von 1430. Er zeigt auf seiner Festtagsseite im Mittelschrein die Madonna mit dem Kinde, links flankiert von den Heiligen Barbara und Margareta, (die siebte Schnitzfigur ist verschollen), rechts von den Heiligen Petrus, Paulus und Jakobus. Der geschlossene Flügelaltar zeigt auf seiner Werktagsseite links ein Bildnis der Geißelung Christi und rechts die Dornenkrönung. Das Original befindet sich als Dauerleihgabe im Angermuseum Erfurt.